# 1271 Avenue of the Americas
1271 Avenue of the Americas es un rascacielos de 48 pisos en la Sexta Avenida (Avenida de las Américas), entre las calles 50 y 51, en el Midtown Manhattan de Nueva York (Estados Unidos). Diseñado por el arquitecto Wallace Harrison de Harrison, Abramovitz y Harris, el edificio se desarrolló entre 1956 y 1960 como parte del Rockefeller Center. Originalmente se lo conocía como Time & Life Building por su inquilino principal, Time Inc., que también publicó la revista Life.
1271 Avenue of the Americas tiene una base de ocho pisos que envuelve parcialmente el eje principal, así como una plaza con pavimentos serpenteantes y fuentes de agua. La fachada consta de paneles de vidrio entre columnas de piedra caliza. El vestíbulo tiene grandes murales de Josef Albers y Fritz Glarner y originalmente también incluía La Fonda del Sol, un restaurante de temática latinoamericana. Cada uno de los pisos superiores mide 2601,3 m² y consta de un espacio libre de columnas alrededor de un núcleo mecánico. El piso 48 originalmente contenía el Hemisphere Club, un restaurante exclusivo para miembros durante el día.
Después de que Time Inc. expresó su intención de mudarse del número 1 Rockefeller Plaza en la década de 1950, los propietarios del Rockefeller Center propusieron el rascacielos para satisfacer las necesidades de la empresa y mantenerlo como inquilino. La construcción comenzó en mayo de 1957, el edificio se completó en noviembre de 1958 y los ocupantes comenzaron a mudarse a sus oficinas a fines de 1959. La Comisión de Preservación de Monumentos Históricos de la Ciudad de Nueva York designó el vestíbulo del Time & Life Building como un lugar emblemático de la ciudad en 2002. Time Inc. se mudó en 2014 y el edificio fue renovado entre 2015 y 2019.

## Sitio
1271 Avenue of the Americas está en el lado occidental de Sixth Avenue (oficialmente Avenue of the Americas), entre las calles 50 y 51, en el barrio de Midtown Manhattan de la ciudad de Nueva York. 2601,3 m² El terreno es rectangular y cubre 7650 m². El sitio tiene una fachada de 125 m en las calles 50 y 51 y un frente de 61 m en la Sexta Avenida. Los edificios cercanos incluyen The Michelangelo al oeste, Axa Equitable Center al noroeste, 75 Rockefeller Plaza al noreste, Radio City Music Hall al este, 30 Rockefeller Plaza al sureste y 1251 Avenue of the Americas al sur.
Justo antes del desarrollo de 1271 Avenue of the Americas, la mayor parte del sitio estaba ocupado por un estacionamiento, que anteriormente había servido como un granero de tranvías de New York Railways Company. También había un edificio de cuatro pisos frente a la Sexta Avenida y una colección de tiendas de un solo piso en la Calle 50. Rockefeller Center Inc. compró las parcelas en las calles 50 y 51 en la primera semana de agosto de 1953, seguidas por las de la Sexta Avenida la semana siguiente. Según los informes, un edificio en el sitio costó 2 millones de dólares después de que su propietario se resistiera. Los gerentes del Rockefeller Center originalmente querían construir un estudio adicional de NBC o una sala de exhibición de vehículos Ford en el sitio.

## Diseño
El edificio fue diseñado por Harrison & Abramovitz, una firma compuesta por Wallace Harrison y Max Abramovitz.  Fue construido por John Lowry y George A. Fuller Company. Además, se contrató a Syska Hennessy como ingeniera mecánica y a Edwards & Hjorth como ingeniero estructural.
1271 Avenue of the Americas se planeó como una losa de 48 pisos, midiendo alrededor de 94 por 32 m.  La losa está flanqueada por segmentos más cortos con retranqueos en el tercer y octavo piso. Los bordes norte y oeste de la torre están flanqueados por una sección de la base de siete pisos.  Se instaló un auditorio diseñado por Gio Ponti, con triángulos de colores, en el contrafuerte del octavo piso. El vecino Teatro Roxy fue adquirido como parte del desarrollo del edificio, permitiendo que el área de piso del edificio se incremente por debajo de los límites establecidos por la Ley de Zonificación de 1916. Además, una disposición bajo la Ley de Zonificación de 1916 había permitido que las estructuras se elevaran sin retranqueos por encima de un nivel dado si todos los pisos subsiguientes no cubrían más del 25 por ciento del lote de tierra.

### Fachada
La fachada de 1271 Avenue of the Americas está hecha principalmente de vidrio, que en el momento de la construcción del edificio costaba lo mismo que una pared hecha principalmente de piedra caliza. El uso de una fachada de vidrio permitió un mayor grado de flexibilidad en cada piso en comparación con una pared de piedra caliza del mismo tamaño. Antes de que se seleccionara el diseño de fachada actual, se consideraron varias alternativas. Time Inc. quería una pared exterior nivelada, pero esta fue rechazada porque las columnas exteriores sobresaldrían en el área del piso. Otra alternativa consistía en una "pared de acordeón" con ventanas que se inclinaban hacia adentro hacia la parte superior, yuxtapuestas con enjutas que se inclinaban hacia afuera. La pared de acordeón, que habría estado enmarcada por columnas planas, era inviable porque reducía el área del piso, requería modificaciones en las cortinas y el aire acondicionado, y no era estéticamente deseable para los arquitectos.
A nivel del suelo, hay un dosel sobre la entrada de la calle 51. El muro cortina de vidrio cubre 42 000 m² o 58 200 m² en total. En todos los pisos, la fachada incluye columnas estructurales con revestimiento de piedra caliza. Las columnas de piedra caliza enmarcan el muro cortina de vidrio y también sirven como una alusión arquitectónica a los otros edificios del Rockefeller Center. Además, más de 12 000 m de acero inoxidable se colocó en la fachada. El destello de acero inoxidable estaba destinado a durar todo el tiempo que existiera el edificio; en los retranqueos en la base, se enterró dentro de las esquinas a lo largo de la plataforma del techo.
Las columnas de piedra caliza están espaciadas a intervalos de 8,5 m. Hay cinco tramos verticales de ventanas entre cada conjunto de columnas de piedra caliza, cada una separada por dos parteluces de aluminio estrechos que flanquean el panel central y dos elevadores de aire acondicionado más grandes entre los paneles exteriores. Originalmente, cada panel de vidrio medía 132 cm de ancho y 142,2 cm de altura. Las enjutas entre las ventanas en diferentes pisos consisten en una olaca de 6,4 mm, detrás de la cual hay una pantalla de malla de aluminio. Las tuberías y conductos mecánicos, así como las placas del suelo, están ocultos detrás de las enjutas. Las ventanas se habían planeado inicialmente como paneles cuadrados, pero los alféizares de las ventanas se bajaron de modo que solo 0,8 m encima de cada losa del piso. Esto también permitió cubrir cada enjuta con un panel de vidrio estándar. A finales de la década de 2010 se instalaron nuevos paneles acristalados de baja emisividad con rotura de puente térmico. Los nuevos paneles de vidrio conservan el ancho original pero miden 221 m de altura.

### Plaza

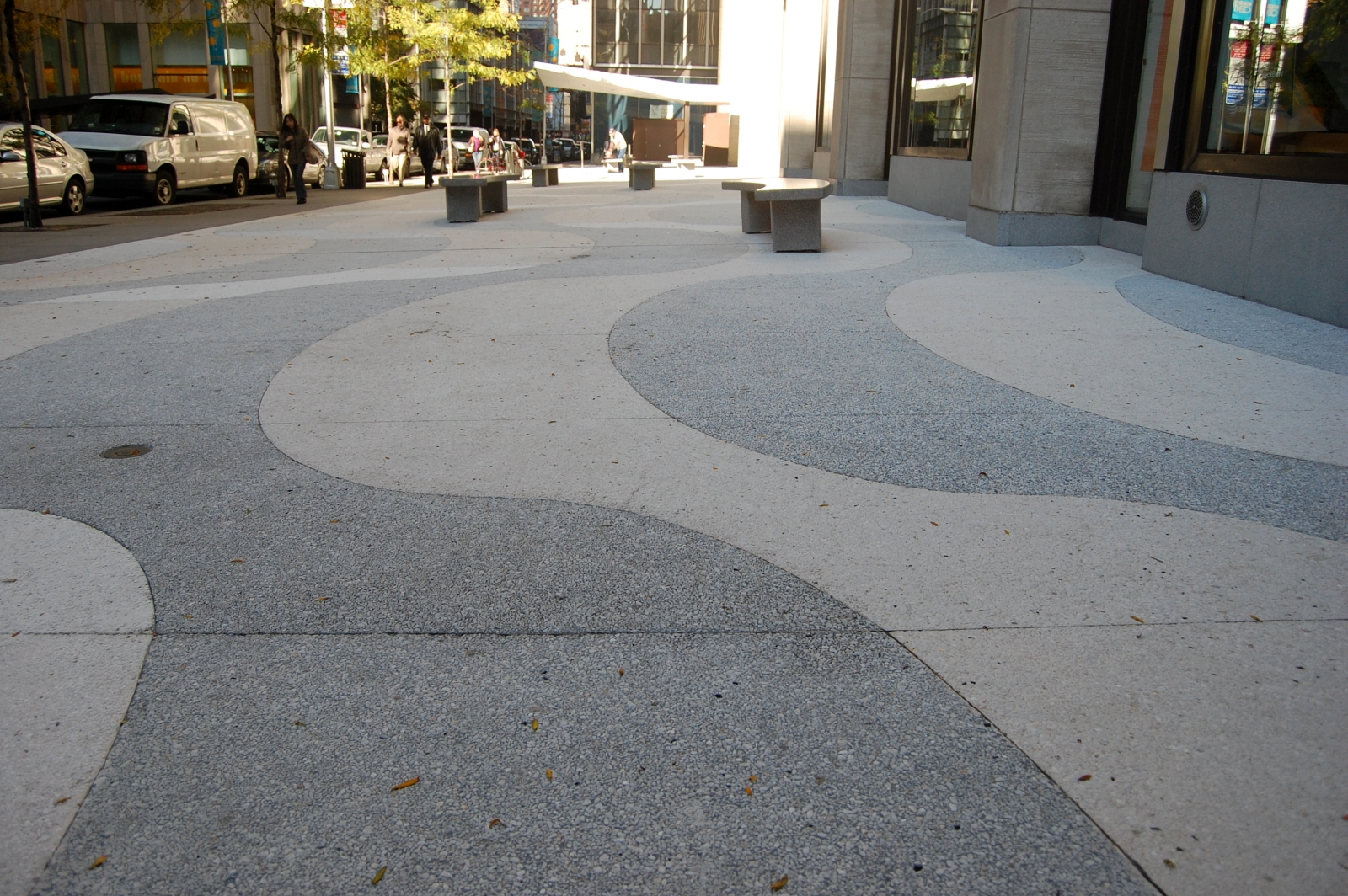
Acera de la plaza

La parte este del sitio se planeó con una plaza. La plaza mide 52 m largo y 25 m ancho y está flanqueado por la base de ocho pisos. La parte sur del sitio también tiene un paseo de unos 9 m de ancho. La plaza está pavimentada con adoquines serpenteantes similares a los que se encuentran en las aceras de la playa de Copacabana en Río de Janeiro, en homenaje a su ubicación a lo largo de la Avenida de las Américas. Harrison había creído que los adoquines aportarían variedad al diseño del edificio. Los adoquines originales, diseñados por Port Morris Tile & Marble Corporation, se quitaron en 2001 porque eran demasiado resbaladizos; la misma empresa reprodujo el patrón en terrazo más rugoso. A fines de la década de 2010, el patrón de la acera se extendió desde la línea del lote hasta la línea de la acera.
Un parapeto de asientos en la plaza rodeaba una piscina con cuatro chorros, medía aproximadamente 33,5 por 9,1 m.  Otras seis piscinas, que miden 10,2 por 8,1 m cada uno, se colocaron dentro de la plaza. Cada piscina tenía una estera de plomo para impermeabilización, que a su vez estaba cubierta por cemento y terrazo. Después de la renovación de finales de la década de 2010, se quitaron las piscinas de 50th Street y se instaló una fuente en la esquina de 50th Street y Sixth Avenue. Los árboles y arbustos también se plantaron originalmente en el lado de la calle 50, mientras que se colocaron tres mástiles en la sección de la plaza que da a la Sexta Avenida. También dentro de la plaza hay una entrada a la estación del Rockefeller Center Calles 47 y 50–Rockefeller Center del metro de Nueva York.
En 1972, la Association for a Better New York contrató a William Crovello para crear una escultura llamada Cubed Curve. La escultura se inspiró supuestamente en un trazo de pincel fluido. Según The New York Times, la escultura marcó la "presencia de Time Inc. en el centro del universo de los medios". Se trasladó en 2018 a Ursinus College en Collegeville, Pensilvania, porque el edificio estaba siendo renovado.

### Interior
1271 Avenue of the Americas se construyó con aproximadamente 130 000 m² de espacio rentable.  Según el Departamento de Planificación Urbana de la ciudad de Nueva York, el edificio tiene una superficie bruta de 182 360 m². El diseño interior se contrató a una variedad de arquitectos como Alexander Girard, Gio Ponti, Charles Eames, William Tabler y George Nelson & Company. Treinta ascensores sirven al edificio dentro del núcleo mecánico.
Internamente, 1271 Avenue of the Americas se dividió en ocho zonas para aire acondicionado. Los pisos 8, 9 y 16 al 34 estaban ocupados por Time Inc. y tenían sus propios termostatos para adaptarse a las horas de trabajo no estándar de los empleados de Time Inc. Junto con la construcción del edificio, el sistema de aire acondicionado central del Rockefeller Center se actualizó en 1957 para proporcionar 6000 toneladas de capacidad de enfriamiento al edificio cada hora. Los sistemas de refrigeración tenían que funcionar todo el año porque los equipos de Time Inc. generaban grandes cantidades de calor. El sistema de refrigeración original funcionaba con vapor, pero en 2000 se habían añadido sistemas de refrigeración eléctricos y de gas natural.
Hay tres pisos de sótano. El primer sótano tiene un pasadizo que conduce al vestíbulo subterráneo del Rockefeller Center y a la estación 47th – 50th Streets – Rockefeller Center. Los otros dos sótanos no son accesibles al público y se utilizan para funciones de almacenamiento, mantenimiento y servicio.

#### Vestíbulo
El vestíbulo de 1271 Avenue of the Americas está rodeado de espacios comerciales por todos lados; con la superestructura incorporada en el núcleo y el exterior, Harrison pudo diseñar el vestíbulo con más flexibilidad. Originalmente, se propuso que el vestíbulo incluyera una sala de exposiciones y tiendas cubierta en la calle 50 y un pasaje de norte a sur entre las calles 50 y 51. Estos detalles se cambiaron significativamente en el plan final. Tal como se construyó, el vestíbulo tiene dos conjuntos de entradas al sur en la calle 50, una al este y al oeste del núcleo, así como una entrada al norte en la calle 51, a lo largo del lado este del núcleo. El núcleo en sí tiene dos pasajes oeste-este conectados por bancos de ascensores. El más al norte de los pasajes este-oeste tiene escaleras y escaleras mecánicas hacia el segundo piso y el sótano. Un "corredor" conducía al este hasta la Sexta Avenida, pero había sido cerrado en 2002. El área de recepción de Time Inc. estaba dentro del vestíbulo detrás de la fuente.
El vestíbulo tiene el mismo pavimento que la plaza exterior al edificio. Este pavimento consta de baldosas de terrazo serpenteantes blancas bordeadas de acero inoxidable y alineadas de oeste a este. El pavimento, instalado por American Mosaic & Tile Company, estaba destinado a relacionarse con la plaza. Las paredes están hechas en gran parte de ventanas de vidrio y paneles de mármol blanco. Alrededor del núcleo, las paredes están hechas de paneles rectangulares de acero inoxidable. Los paneles de acero están diseñados para complementar los colores del piso y están dispuestos en un patrón de tablero de ajedrez. El techo en todo el vestíbulo es de 4,9 m de alto. El techo es de baldosas de vidrio granate oscuro, acabado en revestimiento mate, con calas de iluminación blancas en algunas baldosas. Fabricadas por American-Saint Gobain Corporation, las baldosas de vidrio están suspendidas de arandelas en cada esquina y están diseñadas para ser retiradas para mantenimiento.
Las paredes del vestíbulo contienen grandes murales de Josef Albers y Fritz Glarner, los que Harrison conocía desde hacía muchos años. El mural de Glarner, titulado Relational Painting No. 88, mide 12,2 por 4,6 m y está montado al este de los ascensores. Incluye formas geométricas superpuestas de color rojo, amarillo, azul, gris y negro sobre un fondo blanco. El mural de Albers, titulado Portals, mide 12,8 por 4,3 m y está montado al oeste de los ascensores. Portals incluyen bandas alternas de vidrio blanco y marrón, que rodean un conjunto de placas de bronce y níquel de una manera que da la impresión de profundidad. Relational Painting No. 88 se instaló en abril de 1960, mientras que Portals se instaló doce meses después. Otra obra de arte del director de arte de Fortune, Francis Brennan, se instaló al norte de los ascensores en enero de 1965. El trabajo de Brennan consiste en un relieve que mide 4 por 1,8 m, que tiene todas las letras del alfabeto en el tipo de letra Caslon 471.
Cuando abrió 1271 Avenue of the Americas, había una sucursal bancaria de Manufacturers Trust en la esquina noreste de la base, al lado del vestíbulo. A lo largo del lado oeste del vestíbulo estaba La Fonda del Sol (la Posada del Sol), un restaurante de temática latinoamericana operado por Joseph Baum de Restaurant Associates. Los interiores fueron diseñados por Alexander Girard y los muebles por Charles Eames. La Fonda tenía un vestíbulo de entrada elaborado y un conjunto de espacios para comer que conducían al comedor más grande. Los comedores estaban decorados con artefactos latinoamericanos y cada uno de los comedores estaba amueblado en colores vivos con al menos dos tonos de telas. Cerró en 1971 y fue reemplazado por una sucursal bancaria. La sucursal, originalmente del Seaman's Bank for Savings, tenía columnas redondas de acero y mostradores de mármol verde con manchas blancas. Los negocios en el vestíbulo moderno incluyen The Capital Grille y Ted's Montana Grill.

#### Oficinas
Los siete pisos más bajos tienen cada uno aproximadamente 5800 m². Cada uno de los pisos superiores tiene alrededor de 2600 m² de espacio, en gran parte ininterrumpido por columnas. Se encontraban entre las placas de piso más grandes de cualquier edificio de oficinas en la ciudad de Nueva York desde la Segunda Guerra Mundial. Este arreglo se inspiró en el PSFS Building en Filadelfia, Pensilvania. Todas las escaleras y ascensores se colocan en un núcleo de servicio, dejando la sección exterior de cada piso disponible para su uso. Esto mejoró la eficiencia de cada piso al permitir un plan abierto para las oficinas. La disposición del edificio permitió una gran flexibilidad en la planificación de oficinas interiores. Un módulo de oficina en el edificio generalmente mide 1,2 por 1,4 m, aunque pueden combinarse según sea necesario.
Gio Ponti diseñó un auditorio en el retranqueo sobre el octavo piso, junto con una cocina, comedor, área de recepción y salón contiguos. Este espacio estaba destinado a reuniones con anunciantes y funciones corporativas y comerciales. El espacio estaba dispuesto con paredes en ángulos irregulares y originalmente tenía paredes de ladrillos de vidrio de colores y pinturas sicilianas. El auditorio en sí tenía un techo abovedado, mientras que el techo de los espacios contiguos contenía motivos de latón. Los pisos eran amarillos con rayas verdes y azules, y los muebles geométricos de madera fueron diseñados especialmente para el espacio. El auditorio se cerró en 1981, cuando se vendieron los muebles; fue rediseñado por Davis, Brody & Associates en 1983.
La firma Designs for Business fue responsable del diseño del espacio de Time Inc., que originalmente tenía 21 pisos. Time Inc. tuvo que instalar varias salas y cubículos pequeños en cada uno de sus pisos, pero la empresa pudo en gran medida adaptar estas salas y cubículos dentro del sistema modular. Se instalaron postes cuadrados de aluminio en el espacio de Time Inc., a través de los cuales se podían instalar paneles divisorios. Los paneles en sí estaban hechos de una gran variedad de materiales, como madera, plástico, arpillera y vidrio, aunque inicialmente no estaban insonorizados. Las maquetas de las oficinas se fabricaron en Astoria, Queens, así como en la sede anterior de Time Inc. en 1 Rockefeller Plaza. Los vestíbulos de los ascensores en cada una de las historias de Time Inc. tenían decoraciones diferentes. El piso 28 también tenía una galería de fotos donde trabajaba el reportero gráfico Alfred Eisenstaedt.
Después de que Charles Eames diseñara las sillas para las oficinas de Time Inc., creó un nuevo diseño de silla en 1961, que recibió el apodo de Time-Life Chair. Eames los diseñó como un favor a Henry Luce, quien le había permitido a Eames usar fotos de los archivos de Time-Life para el pabellón que diseñó en la Exposición Nacional Estadounidense de 1959 en Moscú. Las sillas permanecen en producción, aunque el diseño original con cuatro patas en la base ha sido revisado para incluir una quinta pata para mayor estabilidad y cumplir con los códigos de producto actualizados. En 2015, una silla Time-Life original costó 6000 dólares, mientras que las réplicas de cinco patas se vendieron al por menor por 3000 dólares cada una.

#### Hemisphere Club y Tower Suite

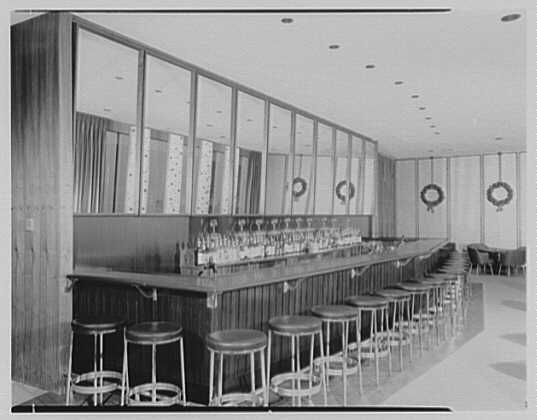
Club del hemisferio

El Hemisphere Club y Tower Suite compartieron un espacio en el piso 48 y fue diseñado por George Nelson & Company. Durante el día, el Hemisphere Club era un club privado de 250 asientos para ejecutivos que, cuando se inauguró el edificio, cobraba 1000 dólares por la iniciación y 360 en cuotas anuales a partir de entonces. Esto convirtió al Hemisphere Club en uno de varios clubes privados en lo alto de los rascacielos de la ciudad de Nueva York. Por las noches, el espacio del restaurante se abrió al público como la Suite Tower, que originalmente ofrecía comidas por 8,50 dólares por persona. El restaurante estaba a cargo de Restaurant Associates. George Nelson diseñó sillas especiales para el restaurante, que aparentemente nunca se fabricaron. Dado que las ventanas dividen la vista desde el piso 48 en muchas secciones, el espacio se diseñó con troneras de ventana.
The New Yorker informó varios años después de la apertura de la Tower Suite que "un mayordomo con frac negro y una criada con un delantal blanco esponjoso" visitaban todas las mesas los siete días de la semana. Cuando abrió el restaurante, Craig Claiborne de The New York Times lo llamó "en su mayor parte, excelente"; en 1970, la revista New York lo llamó "el cúmulo funesto sobre Time Inc." Según la crítica gastronómica del New York Times , Florence Fabricant, la Suite Tower puede haber originado la tendencia de que los meseros se presenten a los huéspedes. Cuando los negocios en el Hemisphere Club declinaron con la construcción de edificios más altos en el área, el espacio fue renovado para que pudiera funcionar como comedor por la noche. Las cenas en la suite Tower costaban 11,50 dólares por persona en 1970, pero habían aumentado a 70-130 dólares por persona en 1990 El Hemisphere Club cerró en la década de 1990.

## Historia
Time Inc. se había alojado en 1 Rockefeller Plaza desde 1937, cuando ese edificio se abrió como parte de la construcción del Rockefeller Center. Ya en 1946, había buscado desarrollar el sitio del Hotel Marguery en 270 Park Avenue para una sede de 35 pisos diseñada por Harrison & Abramovitz, aunque los planes no se concretaron. En 1953, Time Inc. se dispuso a superar su espacio existente en 1 Rockefeller Plaza en un año, y quería tener su sede en un solo edificio. Time Inc. consideró seriamente mudarse al condado de Westchester, un suburbio al norte de la ciudad de Nueva York, así como a un suburbio de Filadelfia. En noviembre de 1955, la empresa decidió quedarse en la ciudad de Nueva York debido a la gran cantidad de opciones de transporte que había allí.

### Construcción

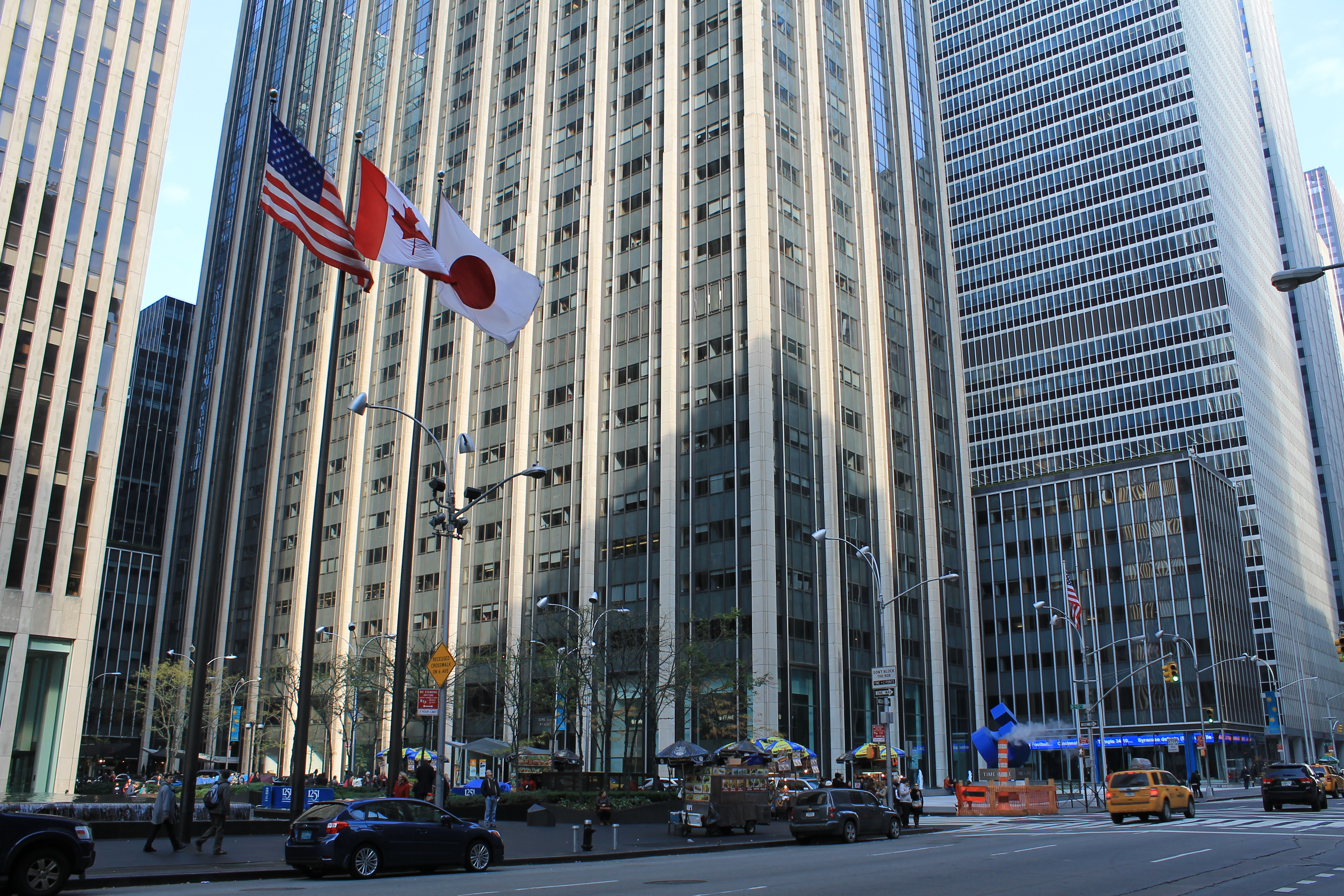
Visto desde la calle 49

Una vez que los gerentes de Rockefeller Center Inc. se enteraron de la situación de Time Inc., contrataron a Harrison & Abramovitz para crear planes para un edificio en el terreno baldío de Rockefeller Center Inc. que podría albergar tanto a NBC como a Time. Los planos incluían la creación de varios dibujos en alzado y una película de 15 minutos. NBC finalmente abandonó el proyecto porque su CEO, David Sarnoff, discrepó. Rockefeller Center Inc. adquirió el Roxy Theatre en agosto de 1956. Ese diciembre, los funcionarios anunciaron la construcción del Time & Life Building. Cuando se anunciaron los planes, Time había arrendado 56 000 m² en el edificio, y American Cyanamid, Shell Oil Company, McCann-Erickson y Esso ya habían firmado contratos de arrendamiento para otros pisos. Los desarrolladores ya habían pedido 27.000 toneladas de acero estructural que se entregarían a principios de 1958.
Time Inc. y Rockefeller Center formaron una empresa conjunta, Rock-Time Inc., para compartir los ingresos por alquiler de la torre; Rockefeller Center tenía la participación mayoritaria del 55 por ciento y Time Inc. tenía el 45 por ciento restante. Harrison & Abramovitz presentaron planos para el edificio en marzo de 1957.  El 16 de mayo de 1957 se llevó a cabo una ceremonia de inauguración, que marcó el inicio de la excavación. Al mes siguiente, el edificio estaba alquilado en un 70 por ciento, y Curtiss-Wright y Westinghouse Electric Corporation se habían convertido en inquilinos. El Club de Superintendentes de Aceras del Rockefeller Center, compuesto por miembros del público que querían observar la construcción del Rockefeller Center, fue revivido después de haber estado inactivo durante diecisiete años. La actriz Marilyn Monroe presidió la ceremonia inaugural del club ese mes de julio. Las excavaciones involucraron voladuras de roca a la capa de esquisto de Manhattan 12 m profundidad.
En noviembre de 1957, las excavaciones estaban en gran parte completas; la Fundación Rockefeller había alquilado oficinas y dos inquilinos habían ampliado sus compromisos de arrendamiento. El presidente de Rockefeller Center Inc., Nelson Rockefeller, y el presidente de Time Inc., Roy E. Larsen, anunciaron los detalles del diseño el mismo mes. La construcción de la superestructura del Time & Life Building comenzó en abril de 1958. Ese agosto, Equitable Life Assurance Society prestó a los desarrolladores del proyecto 50 millones de dólares. En ese momento, era el financiamiento más grande jamás realizado en una sola parcela inmobiliaria. La estructura se completó en noviembre de ese año. El próximo mes de abril, Time Inc. subarrendará seis de los 21 pisos bajo su control. El edificio estaba alquilado en un 92 por ciento para entonces, incluido el espacio que se estaba subarrendando. La piedra angular del Time & Life Building se colocó en junio de 1959, en la esquina sureste del edificio, después de que se completó la superestructura.

### Finales delsigloXX
El primer inquilino, la American Cyanamid Company, comenzó a mudarse a la torre en octubre de 1959. Durante los siguientes meses, los inquilinos comenzaron a mudarse al edificio y se instalaron los elementos finales de diseño interior. Para ese diciembre, la cerca de construcción alrededor de la Avenida de las Américas 1271 había sido desmantelada y varias empresas habían ocupado su espacio. En enero de 1960 se anunciaron arrendamientos adicionales, incluido un escaparate. Un pasadizo desde el sótano hasta la estación de metro se abrió el mes siguiente. La revista Life se mudó al edificio en abril y escribió que su nueva sede era "una victoria en la lucha para mejorar la Sexta Avenida". Al final, Time Inc. pudo subarrendar parte de su espacio a más de cuarenta empresas. A finales de 1961, el edificio estaba casi ocupado por completo.
La Fonda del Sol se había mudado del Time & Life Building a un lugar más pequeño a principios de 1971. El espacio del restaurante fue reemplazado por una sucursal bancaria de Seaman's Trust. El banco era tan popular que, en tres semanas, realizó transacciones por valor de seis meses. Aunque Life cerró sus puertas en 1972, el edificio conservó su nombre y el antiguo espacio Life fue rápidamente ocupado por otras publicaciones de la compañía, como People and Money. Un restaurante de carnes diseñado por Gwathmey Siegel & Associates Architects abrió en el edificio en 1975 y fue ligeramente renovado unos años más tarde. En 1981, Time Inc. ocupaba alrededor de 93 000 m² de espacio y algunas de sus divisiones, como HBO, tuvieron que ubicarse en otros edificios. El auditorio del octavo piso fue renovado en 1983. También se agregó un sistema de enfriamiento eléctrico a principios de la década de 1980 para complementar el sistema de enfriamiento original a vapor.
Time Inc. vendió su participación del 45 por ciento en diciembre de 1986 al Grupo Rockefeller, que para entonces era el propietario mayoritario, por 118 millones de dólares. Time Inc. planeaba utilizar parte de los ingresos de la venta para otras compras, como recompras de acciones. En la misma transacción, Time Inc. extendió su arrendamiento de 1997 a 2007, con la opción de extender su arrendamiento por otros diez años, hasta 2017. Time Inc. ejecutó su opción de prorrogar su arrendamiento en 1999. En ese momento, la compañía ocupaba el 80 por ciento del Time & Life Building y había alquilado un espacio en el adyacente 135 West 50th Street. Los dos edificios se conectarían internamente en el segundo piso como parte de una renovación de 190 millones de dólares. En 2000 se agregó un sistema de enfriamiento de gas natural; en ese momento, era el único edificio de la ciudad de Nueva York con tres fuentes de enfriamiento.

### SigloXXI

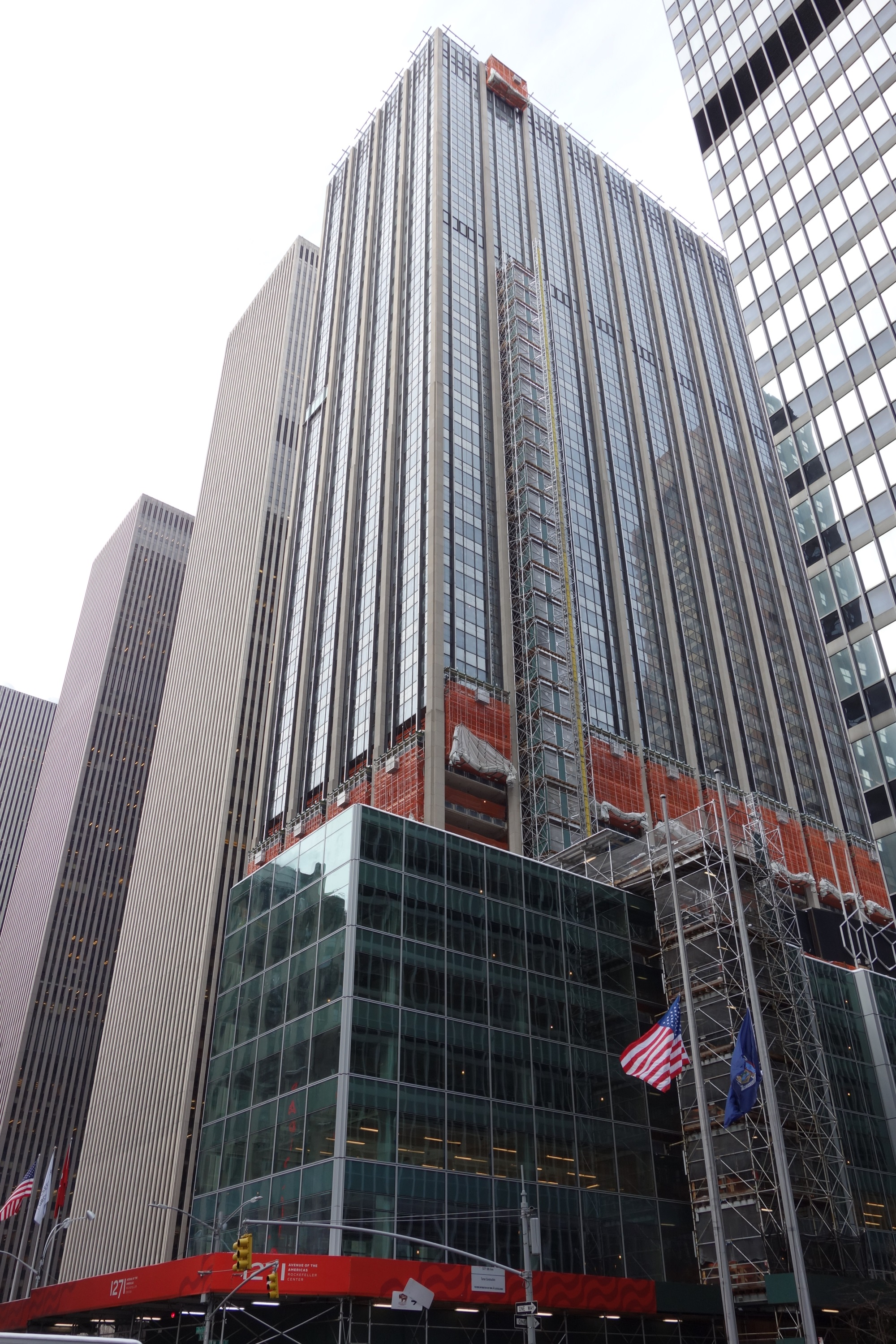
El edificio, en proceso de renovación durante 2018

En agosto de 2001, Time Inc. era parte de AOL Time Warner y ocupaba el 98 por ciento del espacio del edificio. Ese mes, la subsidiaria de AOL Time Warner, CNN, y el Grupo Rockefeller acordaron convertir una antigua sucursal de Chase Manhattan Bank en la base en un estudio de televisión de CNN de dos pisos. En julio de 2002, la Comisión de Preservación de Monumentos Históricos de la Ciudad de Nueva York designó el interior del vestíbulo como un lugar emblemático de la ciudad. El director ejecutivo de la Municipal Art Society, Frank E. Sanchis III, impulsó al propietario del Rockefeller Center en ese momento, el Rockefeller Group, a apoyar la preservación del vestíbulo. En ese momento, Swanke Hayden Connell Architects estaba renovando el vestíbulo por 40 millones de dólares. La renovación implicó combinar dos escaparates en una sala de espera, además de crear un área segura alrededor de los ascensores. El estudio de CNN abrió en septiembre de 2002. El restaurante Ted's Montana Grill abrió sus puertas en 2006 en la planta baja.
En mayo de 2014, Time Inc. anunció que planeaba dejar el edificio Time & Life por el complejo Brookfield Place en el bajo Manhattan. Al año siguiente, Rockefeller Group anunció una renovación de 325 millones de dólares para todo el edificio, diseñado por Pei Cobb Freed & Partners. Como parte de la renovación, los arquitectos crearon una nueva entrada en la Sexta Avenida, repavimentaron la plaza y reemplazaron la fachada. El Grupo Rockefeller también restauró el vestíbulo y cambió el nombre del edificio a su dirección. Time Inc. retiró una cápsula del tiempo que había estado incrustada en el edificio desde que se colocó la piedra angular. El edificio quedó completamente desocupado a principios de 2018.
La renovación casi se completó en 2019 y estaba totalmente alquilada en ese momento. Sin embargo, con la pandemia de COVID-19 en la ciudad de Nueva York al año siguiente, el edificio estuvo prácticamente vacío durante meses. Tras la finalización de la renovación, el edificio recibió una certificación de Liderazgo en Energía y Diseño Ambiental (LEED) Gold en 2020, y el restaurante griego Avra Estiatorio arrendó un espacio en la base.

## Inquilinos
- American International Group[148]
- Confianza Bessemer[149]
- Blank Rome[150]
- Greenhill & Co.[151]
- HIG Capital[152]
- Latham y Watkins[153][154]
- Major League Baseball[155][156] incluye una tienda MLB de dos niveles en la base del edificio[157][158]
- Mizuho Financial Group[159]

## Impacto
Una vez finalizado el edificio, Architectural Forum escribió: "El carácter del edificio refleja una unión de socios, una unión de usos, una combinación de diseño y una unión entre los dos tipos genéricos de edificios de oficinas de Nueva York. [... ] En la sociedad de los rascacielos, el edificio Time & Life es de clase media alta ". La crítica del New York Times Ada Louise Huxtable, escribiendo en 1960, dijo que 1271 Avenue of the Americas, 28 Liberty Street y 270 Park Avenue tenían "una excelencia estética todavía demasiado rara". Huxtable también caracterizó los espacios de 1271 Avenue of the Americas como "anarquía arquitectónica flexible". La finalización de 1271 Avenue of the Americas estimuló la construcción de otros edificios a lo largo de la Sexta Avenida.
La Avenida 1271 de las Américas también se ha mostrado en obras de cultura popular. El edificio se destacó en la serie de televisión Mad Men como la sede ficticia de la agencia de publicidad Sterling Cooper Draper Pryce (más tarde Sterling Cooper & Partners). En 2015, AMC, la cadena en la que se transmite Mad Men, presentó un banco frente al edificio, que presenta una escultura de la icónica silueta negra del personaje principal Don Draper en los créditos iniciales del programa. Además, la película de 2013 The Secret Life of Walter Mitty se ambienta parcialmente dentro del edificio.